# Fantasia - Best & Rarities
Fantasia - Best & Rarities è la ventunesima raccolta dei Matia Bazar, pubblicata su CD dalla EMI Italiana (catalogo 999 0 29274 2) nel 2011.

## Descrizione
Raccolta in due CD, non presente sul sito ufficiale, con le nuove rimasterizzazioni digitali (2011) dei principali successi del gruppo. Il secondo CD contiene brani rari, cantati in lingua straniera, e mai pubblicati in precedenza su supporto digitale.
Tutte le canzoni sono cantate da Antonella Ruggiero.

## I brani
- Casa mia
Estratto dall'LP del 1983 Architettura sussurrante di Alessandro Mendini, pubblicato dalla Ariston (catalogo ARLP 12408) in un numero limitato di copie, solo 2000[4].

Il brano è cantato da Antonella Ruggiero e parlato dal primo programma di emulazione vocale per il personal computer Apple II, chiamato SAM (Software Automatic Mouth).
Doveva far parte dell'album Aristocratica, ma all'ultimo momento fu scartato, insieme ad altro materiale che proveniva dall'album Tango.
 Mauro Sabbione, Video musicale originale con il testo, su YouTube. URL consultato il 30 aprile 2014.

## Tracce
L'anno indicato è quello di pubblicazione dell'album o del singolo che contiene il brano.

### CD 1 - BEST
1. Stasera...  che sera! – 3:21 (testo: Aldo Stellita – musica: Piero Cassano, Carlo Marrale) – 1975
2. Per un'ora d'amore (versione album) – 3:55 (testo: Giovanni Belfiore, Aldo Stellita – musica: Piero Cassano, Carlo Marrale) – 1976
3. Cavallo bianco (versione album) – 4:54 (testo: Giovanni Belfiore, Aldo Stellita – musica: Piero Cassano, Carlo Marrale) – 1976
4. Che male fa – 3:53 (testo: Aldo Stellita – musica: Piero Cassano, Carlo Marrale) – 1977
5. Ma perché[5] – 3:22 (testo: Aldo Stellita – musica: Piero Cassano, Carlo Marrale) – 1977
6. Solo tu – 3:26 (testo: Aldo Stellita – musica: Piero Cassano, Carlo Marrale) – 1977
7. Mister Mandarino – 3:39 (testo: Aldo Stellita – musica: Piero Cassano, Carlo Marrale) – 1978
8. ...e dirsi ciao – 4:45 (testo: Giancarlo Golzi, Aldo Stellita – musica: Antonella Ruggiero, Piero Cassano, Carlo Marrale) – 1978
9. Tu semplicità – 4:14 (testo: Giancarlo Golzi, Aldo Stellita – musica: Antonella Ruggiero, Piero Cassano, Carlo Marrale) – 1978
10. Raggio di luna – 3:41 (testo: Giancarlo Golzi, Aldo Stellita – musica: Antonella Ruggiero, Piero Cassano, Carlo Marrale) – 1979, inedito su CD
11. C'è tutto un mondo intorno – 4:17 (testo: Giancarlo Golzi, Aldo Stellita – musica: Antonella Ruggiero, Piero Cassano, Carlo Marrale) – 1979
12. Italian sinfonia – 4:18 (testo: Giancarlo Golzi, Aldo Stellita – musica: Antonella Ruggiero, Piero Cassano, Carlo Marrale) – 1980
13. Il tempo del sole – 4:34 (testo: Giancarlo Golzi, Aldo Stellita – musica: Antonella Ruggiero, Piero Cassano, Carlo Marrale) – 1980
14. Fantasia – 4:10 (testo: Giancarlo Golzi, Aldo Stellita – musica: Antonella Ruggiero, Carlo Marrale) – 1982
15. Vacanze romane – 4:12 (testo: Giancarlo Golzi – musica: Carlo Marrale) – 1983
16. Aristocratica – 4:53 (testo: Aldo Stellita – musica: Carlo Marrale) – 1984
17. Souvenir (edited single version) – 3:28 (testo: Aldo Stellita – musica: Sergio Cossu, Carlo Marrale) – 1985
18. Ti sento – 4:09 (testo: Aldo Stellita – musica: Sergio Cossu, Carlo Marrale) – 1985
19. Noi (versione album) – 5:04 (testo: Aldo Stellita – musica: Sergio Cossu) – 1987

Durata totale: 78:15

### CD 2 - RARITIES
1. La prima stella della sera – 4:32 (testo: Aldo Stellita – musica: Sergio Cossu, Carlo Marrale) – 1988
2. Stringimi (versione album) – 5:18 (testo: Aldo Stellita – musica: Sergio Cossu) – 1989
3. Il treno blu – 3:28 (Massimo Giuliani) – 1983, inedito su CD
4. Casa mia – 3:41 (testo: Alessandro Mendini – musica: Mauro Sabbione, Aldo Stellita) – 1983, inedito su CD
5. Elettrochoc (versione estesa) – 6:20 (testo: Giancarlo Golzi – musica: Carlo Marrale) – 1983, inedito su CD
6. Rayo de luna (Raggio di luna) – 3:39 (testo: Luís Gomez-Escolar Roldán – musica: Antonella Ruggiero, Piero Cassano, Carlo Marrale) – 1979, inedito su CD[3]
7. Por una hora a tu lado[6] (Per un'ora d'amore) – 3:33 (testo: Luís Gomez-Escolar Roldán – musica: Piero Cassano, Carlo Marrale) – 1978, inedito su CD[3]
8. Te siento (Ti sento, versione singolo) – 4:05 (testo: Carlos Ramón – musica: Sergio Cossu, Carlo Marrale) – 1986, inedito su CD
9. Nuestra sinfonía (Italian sinfonia) – 4:15 (testo: Luís Gomez-Escolar Roldán – musica: Antonella Ruggiero, Piero Cassano, Carlo Marrale) – 1980, inedito su CD
10. Solo tu (in spagnolo) – 3:26 (testo: Luís Gomez-Escolar Roldán – musica: Piero Cassano, Carlo Marrale) – 1978, inedito su CD[3]
11. Esta tarde...que tarde (Stasera... che sera) – 3:25 (testo: Luís Gomez-Escolar Roldán – musica: Piero Cassano, Carlo Marrale) – 1978, inedito su CD[3]
12. El tiempo del sol (Il tempo del sole) – 4:35 (testo: Luís Gomez-Escolar Roldán – musica: Piero Cassano, Carlo Marrale) – 1980, inedito su CD
13. Souvenir (in spagnolo, versione singolo) – 3:28 (testo: Luís Gomez-Escolar Roldán – musica: Sergio Cossu, Carlo Marrale) – 1985, inedito su CD
14. Tu o la sencillez (Tu semplicità) – 4:15 (testo: Luís Gomez-Escolar Roldán – musica: Antonella Ruggiero, Piero Cassano, Carlo Marrale) – 1978, inedito su CD[3]
15. Moonshine (Raggio di luna) – 3:39 (testo: Michael Richard Brown, Graham Johnson – musica: Antonella Ruggiero, Piero Cassano, Carlo Marrale) – 1979, inedito su CD[3]
16. I Feel You (Ti sento, versione estesa) – 6:57 (testo: Sandy Marton – musica: Sergio Cossu, Carlo Marrale) – 1985, inedito su CD
17. Life (Noi, versione estesa) – 6:43 (testo: Aldo Stellita – musica: Sergio Cossu) – 1987, inedito su CD, remix Massimo Carpani

Durata totale: 75:19

## Formazione
Gruppo
- Antonella Ruggiero - voce solista, percussioni
- Sergio Cossu, Mauro Sabbione - tastiere
- Piero Cassano - tastiere, voce, chitarra
- Carlo Marrale - chitarre, voce
- Aldo Stellita - basso
- Giancarlo Golzi - batteria, percussioni